# 友通期
友通期，中國古代東漢漢顺帝的后宫，权臣梁冀的情妇。通期为字，名不详。

## 生平
權臣梁冀的父親梁商，諂媚於漢順帝，於是獻上美女友通期為漢順帝。没有记载友通期是否获得正式的册封。後來，友通期犯下一些小過錯，觸怒了漢順帝，友通期便被廢出後宮，歸返梁商。
梁商不敢留下友通期，便將她嫁人，但他的兒子梁冀喜歡上了友通期，便派人將友通期偷偷擄回家中通姦。後來，梁商過世，依照習俗守喪的孝子，要離開喪宅於他處結廬而居守孝，於是梁冀便離家在城西守喪，仍繼續與友通期幽會。
之後，梁冀的妻子孫壽發現此事，便命人將友通期抓來，減去她的頭髮、毀壞她的容顏，還以笞刑虐待她，甚至要上書於漢順帝，告發梁冀與友通期的姦情。梁冀知道後大為恐慌，跪請岳母出面調停，事情才緩和下來，但梁冀不知悔改，仍與友通期往來，甚至還生下一個兒子，而梁冀見兒子，身如白玉，便取名伯玉，由於畏懼妻子孫壽，便將這個私生子藏匿起來。
但最後仍東窗事發，孫壽讓兒子梁徹殺害友通期及其家門，梁冀更加害怕孫壽對私生子伯玉不利，經常將伯玉藏在假牆之中。伯玉一直等到十五歲，於延熹2年（159年），漢桓帝誅滅梁冀即其一族時才被放出。